# Santiago Jamiltepec
Santiago Jamiltepec est une ville mexicaine située dans l'état d'Oaxaca, au sud de l'état et du pays. Elle se caractérise par un relief côtier, un climat chaud, son orographie est située dans les montagnes sont exploitées des mines d'or et d'argent. Sa population est composée principalement de groupes autochtones. Il a 2 cadrans solaires situés dans le parc, en face d'eux se trouve l'église catholique construite par les Dominicains.